# Fußball-Südasienmeisterschaft 2011
| Fußball-Südasienmeisterschaft 2011 2011 South Asian Football Federation Cup™ |                        |
|                                                                              |                        |
| Anzahl Nationen                                                              | 8                      |
| Südasienmeister                                                              | Indien                 |
| Austragungsort                                                               | Indien                 |
| Eröffnung                                                                    | 2. Dezember 2011       |
| Endspiel                                                                     | 11. Dezember 2011      |
| Tore                                                                         | 44                     |
| Torschützenkönig(e)                                                          | Sunil Chhetri (7 Tore) |

Die neunte Fußball-Südasienmeisterschaft, offiziell South Asian Football Federation Cup 2011, fand vom 2. bis zum 11. Dezember in Indien statt. 

Acht Mannschaften aus dem südasiatischen Raum spielten hier um den Titel des Südasienmeisters.

## Austragungsort
Indien, welches bereits fünf Titel gewonnen hatte, war zum zweiten Mal nach Fußball-Südasienmeisterschaft 1999 Gastgeber der Südasienmeisterschaften.

Alle Spiele wurden im Jawaharlal Nehru Stadium in Neu-Delhi ausgetragen.
| Neu-Delhi                |
| ------------------------ |
| Jawaharlal Nehru Stadium |
| Kapazität: 60,000        |
|                          |

## Gruppen
Die acht teilnehmenden Mannschaften wurden in zwei Gruppen mit jeweils vier Mannschaften eingeteilt. In der Gruppenphase spielten die Mannschaften im Liga-System jeweils einmal gegeneinander. Der Gruppensieger und der Zweitplatzierte erreichten das Halbfinale, die Gewinner der Halbfinalspiele trugen das Finale aus. Ein Spiel um den dritten Platz fand nicht statt.
Es wurden folgende Gruppen ausgelost:
| Gruppe A            | Gruppe B            |
| ------------------- | ------------------- |
| Indien (Kader)      | Malediven (Kader)   |
| Afghanistan (Kader) | Bangladesch (Kader) |
| Bhutan (Kader)      | Nepal (Kader)       |
| Sri Lanka (Kader)   | Pakistan (Kader)    |

## Spiele und Ergebnisse

### Gruppenphase

#### Gruppe A
| Pl. | Land        | Sp. | S | U | N | Tore    | Diff. | Punkte |
| --- | ----------- | --- | - | - | - | ------- | ----- | ------ |
| 1.  | Afghanistan | 3   | 2 | 1 | 0 | 012:300 | +9    | 07     |
| 2.  | Indien      | 3   | 2 | 1 | 0 | 009:100 | +8    | 07     |
| 3.  | Sri Lanka   | 3   | 1 | 0 | 2 | 004:600 | −2    | 03     |
| 4.  | Bhutan      | 3   | 0 | 0 | 3 | 001:160 | −15   | 0      |

|                  |   |             |     |
| 3. Dezember 2011 |   |             |     |
| Indien           | – | Afghanistan | 1:1 |
| Sri Lanka        | – | Bhutan      | 3:0 |
| 5. Dezember 2011 |   |             |     |
| Afghanistan      | – | Sri Lanka   | 3:1 |
| Bhutan           | – | Indien      | 0:5 |
| 6. Dezember 2011 |   |             |     |
| Bhutan           | – | Afghanistan | 1:8 |
| Indien           | – | Sri Lanka   | 3:0 |

#### Gruppe B
| Pl. | Land        | Sp. | S | U | N | Tore    | Diff. | Punkte |
| --- | ----------- | --- | - | - | - | ------- | ----- | ------ |
| 1.  | Malediven   | 3   | 1 | 2 | 0 | 004:200 | +2    | 05     |
| 2.  | Nepal       | 3   | 1 | 2 | 0 | 003:200 | +1    | 05     |
| 3.  | Pakistan    | 3   | 0 | 3 | 0 | 001:100 | ±0    | 03     |
| 4.  | Bangladesch | 3   | 0 | 1 | 2 | 001:400 | −3    | 01     |

|                  |   |             |     |
| 2. Dezember 2011 |   |             |     |
| Bangladesch      | – | Pakistan    | 0:0 |
| Malediven        | – | Nepal       | 1:1 |
| 4. Dezember 2011 |   |             |     |
| Nepal            | – | Bangladesch | 1:0 |
| Pakistan         | – | Malediven   | 0:0 |
| 7. Dezember 2011 |   |             |     |
| Pakistan         | – | Nepal       | 1:1 |
| Malediven        | – | Bangladesch | 3:1 |

### Endrunde

#### Halbfinale
|                  |   |        |           |
| 9. Dezember 2011 |   |        |           |
| Malediven        | – | Indien | 1:3       |
| Afghanistan      | – | Nepal  | 1:0 n. V. |

#### Finale
Auch das Finalspiel fand im Jawaharlal Nehru Stadium in Neu-Delhi statt. Während Indien schon bei 7 von 8 Finalspielen der Südasienmeisterschaften dabei war, war es für Afghanistan die erste Finalteilnahme überhaupt bei einem Fußballturnier. Dies wurde als eine kleine Sensation im Land gefeiert. Das Aufeinandertreffen in der Gruppenphase ging mit einem 1:1-Unentschieden aus, im Finale gewann Gastgeber Indien.
|                   |   |             |     |
| 11. Dezember 2011 |   |             |     |
| Indien            | – | Afghanistan | 4:0 |

## Top-Torschützen
- 7 Tore
  -  Sunil Chhetri

- 6 Tore
  -  Balal Arezou

- 3 Tore
  -  Clifford Miranda

## Sonstiges
Die Spiele wurden live vom indischen Sender TEN Action+ und dem afghanischen Sender Ariana TV übertragen, wobei bei ATV nur die afghanischen Spiele gezeigt wurden.